# Dominikus Anton von Thun

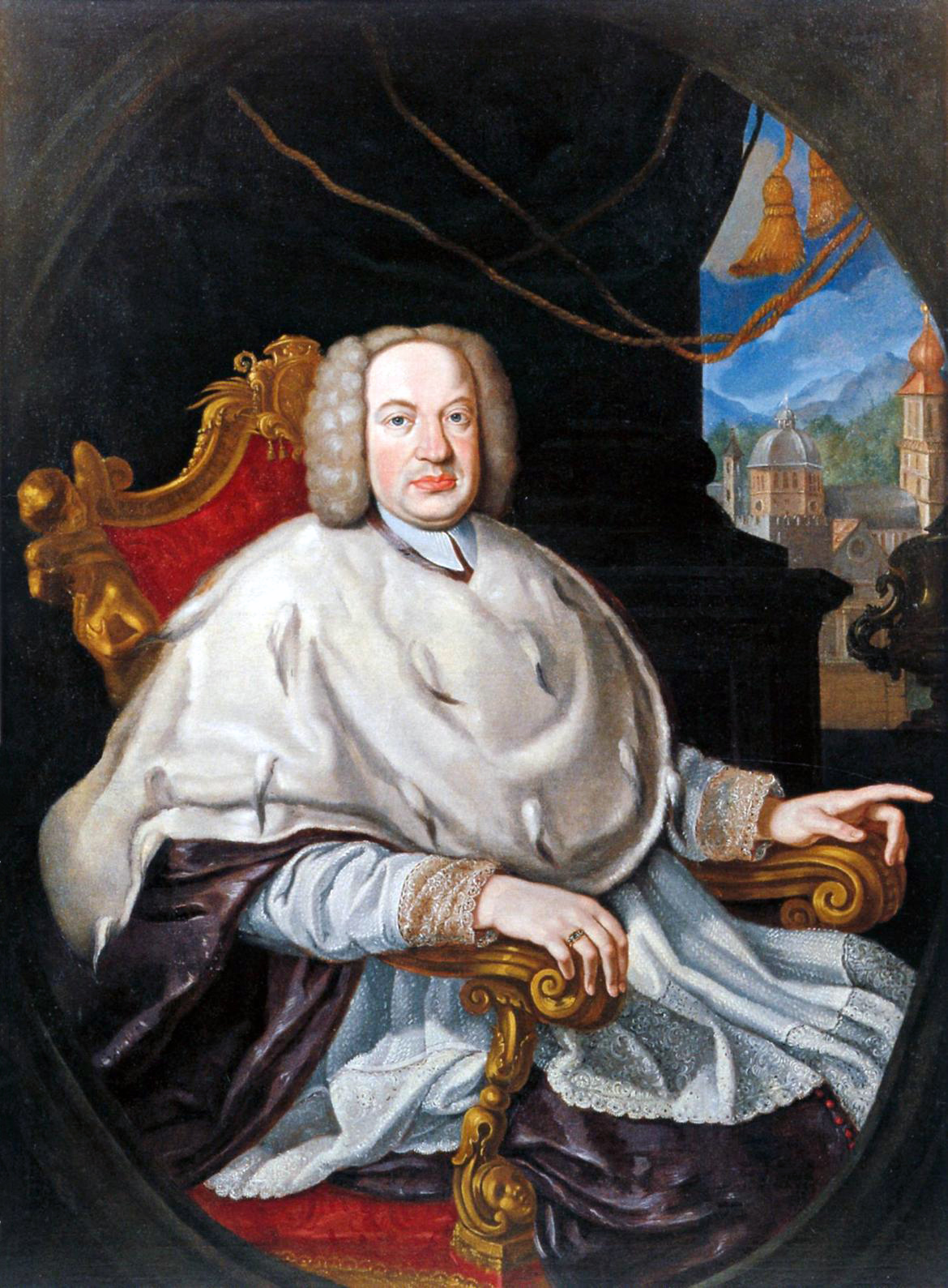
Fürstbischof Dominikus Anton von Thun (Gemälde von Giovanni Battista Rensi, vor 1776)

Dominikus Anton von Thun (* 2. März 1686 in Trient; † 7. September 1758) war von 1730 bis 1758 Fürstbischof von Trient.

## Herkunft
Dominikus Anton von Thun wurde 1686 als Sohn von Virgilius von Thun und Johanna Gräfin von Wolkenstein geboren. Er gehörte der Linie Castel-Thun des Adelsgeschlechts Thun an. Der Trienter Bischof Anton Dominikus von Wolkenstein-Trostburg war ein Bruder seiner Mutter, ebenso der kurpfälzische Kammerherr Peter Anton von Wolkenstein-Trostburg.

## Wirken
Er studierte ab 1701 in Rom am Collegium Germanicum und wurde 1720 zum Priester geweiht. Bereits 1701 war er Domkapitular in Trient. Nach dem Tod seines Onkels wurde er am 19. Juni mit Unterstützung Österreichs zum Bischof von Trient gewählt. Die päpstliche Bestätigung erfolgte am 22. November und am 18. Dezember ergriff er Besitz von seinem Bistum, am 4. Februar 1731 wurde er zum Bischof geweiht. Zu Beginn seiner Amtszeit erfüllte er seine Pflichten, so ließ er den Dom restaurieren. Ab 1741, nach dem Tod seines Bruders Augustin und des Domdekans Karl Konstanz von Trapp, die starken Einfluss auf ihn hatten, änderte sich ab 1741 seine Amtsführung deutlich. Er veranstaltete Feste und Spiele, reiste samt Hofstaat zum Karneval nach Venedig und ließ sich auf seinen Visitationsreisen von seinen Hofnarren begleiten. Da auch die Verschuldung schnell wuchs, forderte das Domkapitel 1747 eine Änderung seines Lebensstils, als diese ausblieb, seinen Rücktritt. Da auch dies vergeblich war, wandte sich das Kapitel an Papst und Kaiserin. Papst Benedikt XIV. sandte ein Mahnschreiben, Maria Theresia den Regierungsrat Josef Ignaz Hormayr zu Verhandlungen mit Thun. Dieser erklärte sich 1748 bereit, einen Koadjutor mit dem Recht der Verwaltung des Bistums und der Nachfolge zu akzeptieren. Gewählt wurde Thuns Neffe der Seckauer Bischof Leopold Ernst von Firmian. Nach dessen Rücktritt 1756 folgte Francesco Felice Alberti d’Enno als Koadjutor.
Thun zog sich aus Trient zurück und mischte sich nicht mehr in die Verwaltung des Bistums ein. Nach seinem Tod am 7. September 1758 wurde er im Dom von Trient beigesetzt.

## Werke

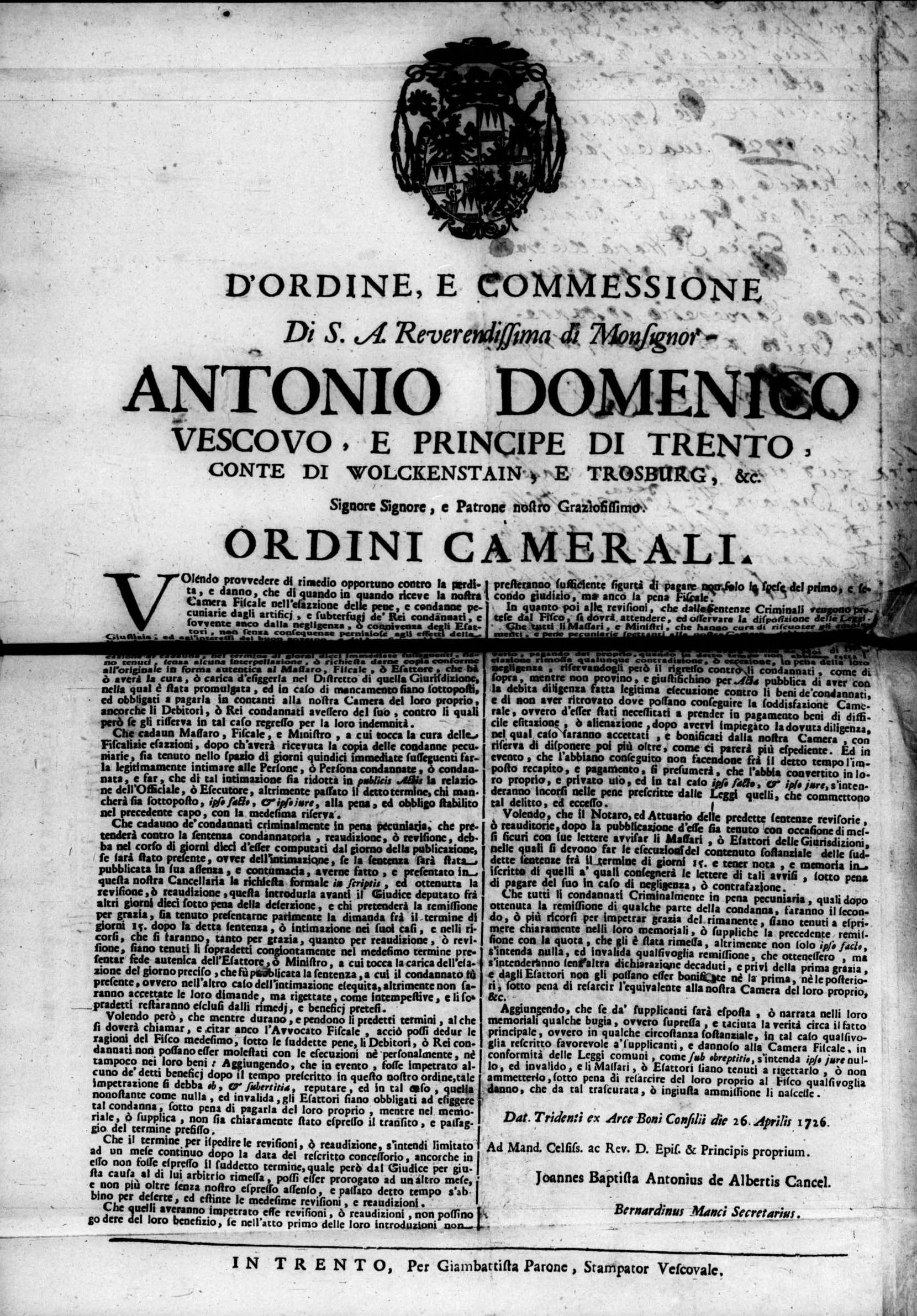
Ordini camerali, 1726

- Ordini camerali. Giambattista Parone, Trento 1726 (italienisch, beic.it).